# Република Махабад
Република Махабад (курд. Komarî Mehabad), такође позната и као Република Курдистан (курд. Komarî Kurdistan), је била краткотрајна социјалистичка република на подручју данашњег северозападног Ирана (Иранског Курдистана). Постојала је између 1946. и 1947. године, а главни град је био Махабад. Становништво ове државе су чинили Курди, мада она није обухватала сва подручја Ирана настањена Курдима.
Ова држава је формирана у време Иранске кризе након Другог светског рата, настале због одбијања Совјетског Савеза да се повуче са делова територије Ирана које је држао под контролом. Тада су у овим деловима Ирана проглашене две про-совјетске државе, Курдска Република Махабад и Аутономна Република Азербејџан. Дипломатски притисак на Совјете је, на крају, резултирао њиховим повлачењем.
У децембру 1946. иранске трупе су ушле у Махабад, након чега су иранске власти затвориле курдску штампу, забраниле учење курдског језика и запалиле све курдске књиге које су пронашле. У марту 1947. председник Републике Махабад Кази Мухамед је обешен у Махабаду под оптужбом за издају.

## Образовање
Образовање је требало да буде бесплатно и на курдском језику. Али на почетку, наставници су морали да преводе са уџбеника на персијском језику на курдски језик. Тек на крају постојања републике школама је требало да буду подељени уџбеници на курдском језику. Истог дана најављено је и формирање гимназије за девојке.